# Beñat San José
Beñat San José Gil (San Sebastián, 24 settembre 1979) è un allenatore di calcio spagnolo, tecnico dell'Eibar.

## Palmarès

### Allenatore
- Campionato boliviano: 1

Bolívar: Clausura 2017
- Campionato cileno: 1

Universidad Católica: 2018